# Billbergiasläktet

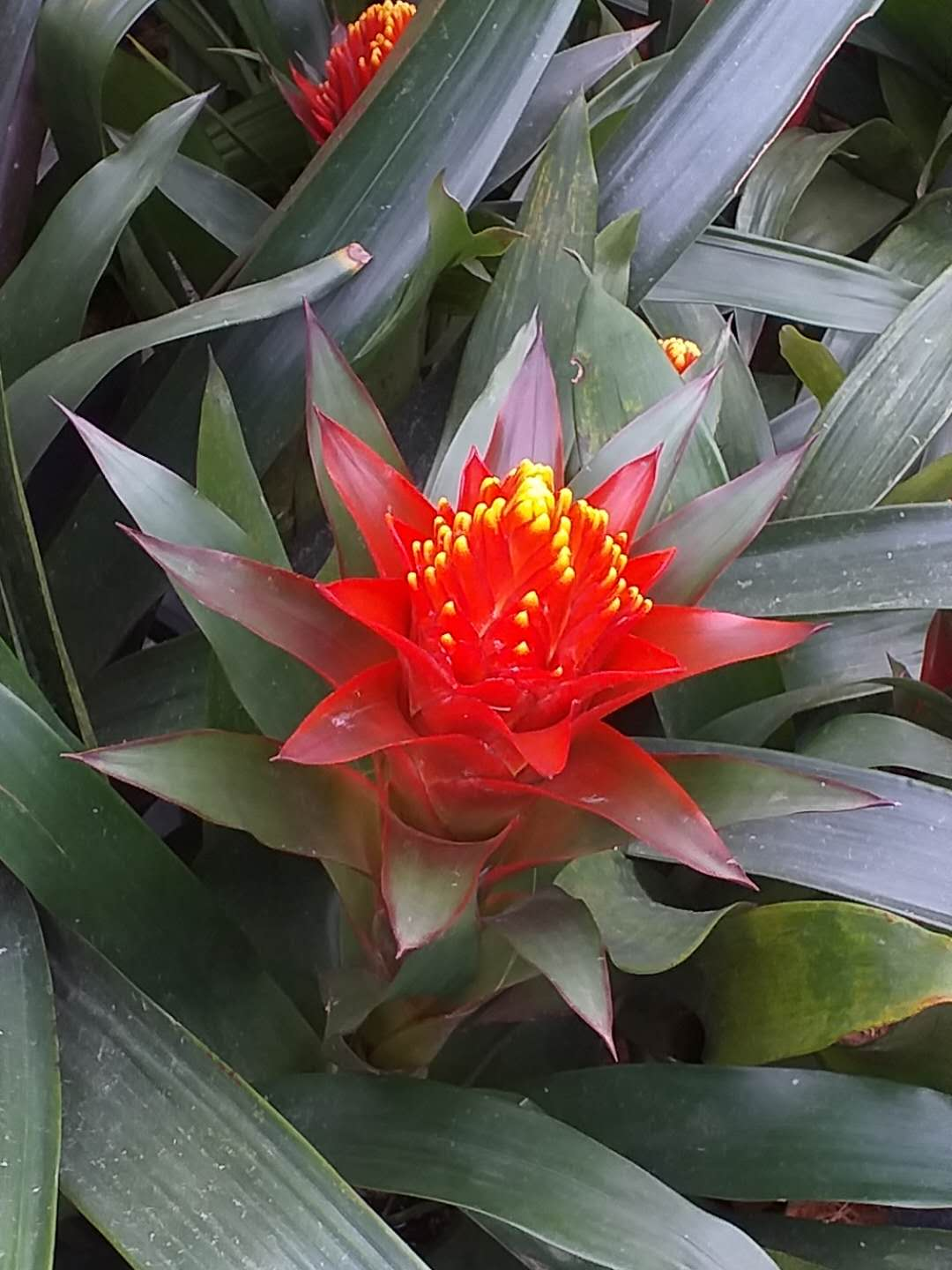
Billbergia pyramidalis

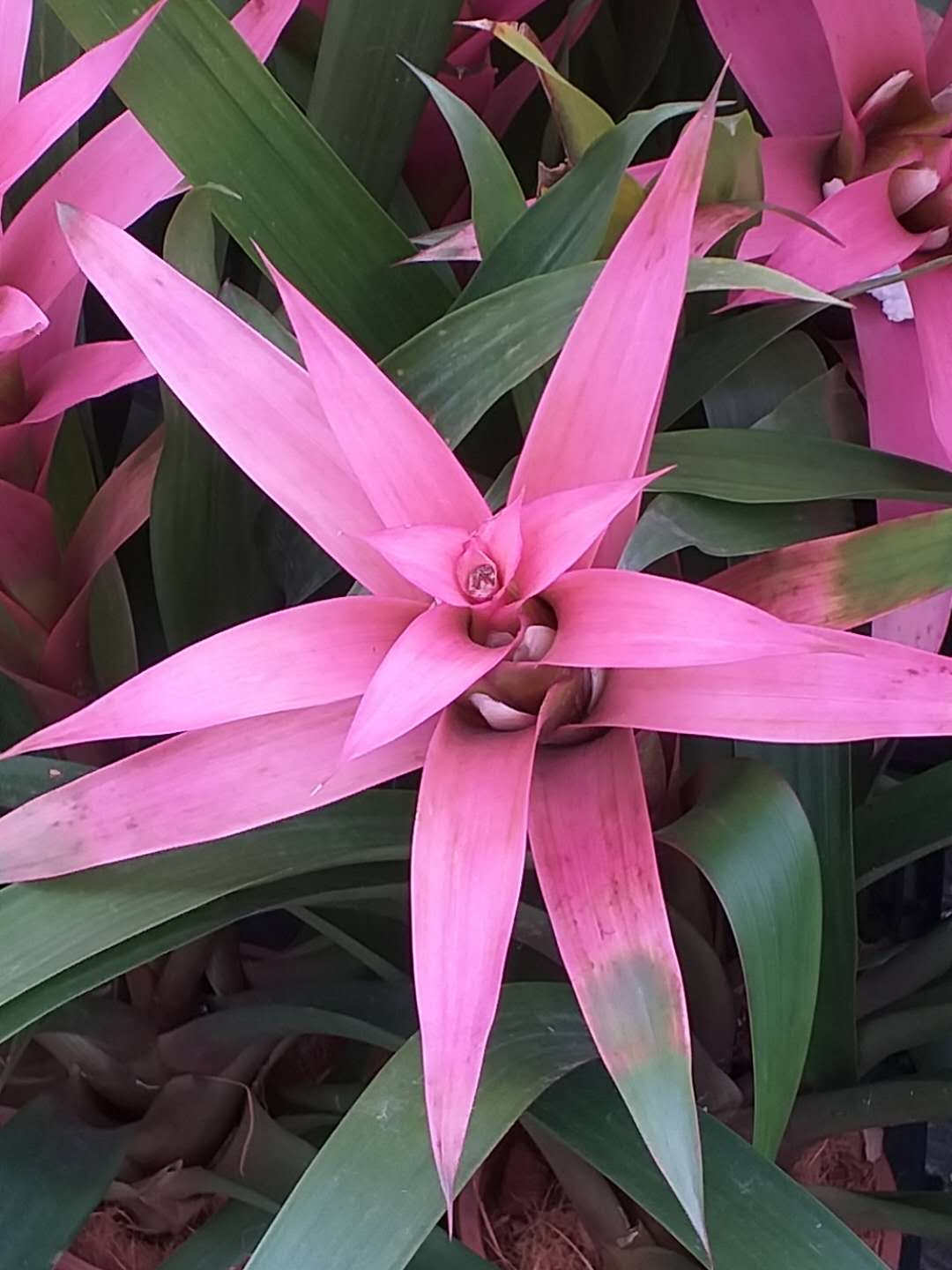
Billbergia pyramidalis

Billbergiasläktet (Billbergia) är ett släkte i familjen ananasväxter och förekommer från Mexiko i norr till Argentina i söder. De flesta av de cirka 60 arterna finns dock i Brasilien. Några arter odlas som krukväxter i Sverige. Släktet är uppkallad efter Gustaf Johan Billberg.